# 上羅漢卡
50°1′31″N 36°33′22″E / 50.02528°N 36.55611°E
上羅漢卡（烏克蘭語：Верхня Роганка）是位於烏克蘭東部的村莊，由哈爾科夫州哈爾科夫區的維利希夫卡市鎮負責管轄。該村始建於1779年，面積0.82平方公里，海拔高度147米，2001年人口179，人口密度每平方公里218.3人。